# Direção Nacional de Inteligência (Colômbia)
A Direção Nacional de Inteligência ( em castelhano:  Dirección Nacional de Inteligencia; DNI ) é a principal agência de inteligência da Colômbia. É a organização sucessora do Departamento Administrativo de Segurança (DAS), encarregado de fornecer inteligência interna e externa, aplicação da lei e controle de imigração.  A agência se reporta exclusivamente ao Presidente da Colômbia e atualmente é liderada pelo almirante aposentado Rodolfo Amaya. 
Em novembro de 2011, o presidente Juan Manuel Santos anunciou que dissolveria o Departamento Administrativo de Segurança depois que o órgão passou por vários escândalos envolvendo agentes de espionagem de políticos e juízes.  Além dos escândalos, a criação do DNI foi incentivada pela necessidade de renovar os serviços de inteligência e descentralizar o poder entre as instituições de segurança e inteligência na Colômbia. O DNI, ao contrário de sua organização predecessora, o DAS, não participa das atividades de aplicação da lei, nem controla os serviços de fronteira e imigração. Sua principal tarefa é a inteligência interna e externa e a contra-espionagem.  Sua visão estratégica foi traçada em 2011, com o objetivo de se tornar líder na produção e análise de inteligência estratégica e contra-inteligência no âmbito nacional e internacional até 2019.  Um aspecto prático para alcançar esse objetivo foi diversificar seu grupo de recrutamento, oferecendo mais caminhos de carreira profissional para indivíduos sem formação militar ou policial. 